# Quatrecorns
El Quatrecorns és una muntanya de 2.215 metres que es troba al municipi de Queralbs, a la comarca catalana del Ripollès.